# لوتشيان برنهارد
لوتشيان برنهارد (بالألمانية: Lucian Bernhard)‏ هو مصمم جرافيك ألماني، ولد في 15 مارس 1883 في شتوتغارت في ألمانيا، وتوفي في 29 مايو 1972 في نيويورك في الولايات المتحدة.

## وصلات خارجية
- لوتشيان برنهارد على موقع الموسوعة البريطانية (الإنجليزية)